# Сибирские Огни (посёлок)
Сибирские Огни — посёлок в Павловском районе Алтайского края. Административный центр Павлозаводского сельсовета.

## История
Посёлок основан в 1979 году рядом со строящимся опытным животноводческим комплексом.

## География
Посёлок расположен в 2-х км. от районного центра - села Павловск, на краю Касмалинского ленточного бора.

## Население
| 1997  | 1998  | 1999  | 2000  | 2001  | 2002  |
| ----- | ----- | ----- | ----- | ----- | ----- |
| 958   | ↘939  | ↗949  | ↘946  | ↗1038 | ↗1060 |
| 2003  | 2004  | 2005  | 2006  | 2007  | 2008  |
| ↘1040 | →1040 | ↗1048 | ↘1040 | ↗1057 | ↗1075 |
| 2009  | 2010  | 2011  | 2012  | 2013  |       |
| ↗1087 | ↘1054 | ↗1055 | ↗1064 | ↗1097 |       |

## Экономика
В Сибирских Огнях находятся: кирпичный завод, бетонный завод, завод ЖБИ, завод металлоконструкций, 2 деревообрабатывающих предприятия, 3 предприятия агропромышленного сектора (производство комбикормов, растительного масла, сыров и сливочного масла), 2 предприятия розничной торговли.

## Транспорт
Рядом с посёлком проходит автодорога Р380 «Барнаул — Камень-на-Оби — Новосибирск».

## Социальная сфера
На территории посёлка действуют несколько учреждений образования: МОУ «Павлозаводская СОШ», детский сад «Ёлочка», сельский дом культуры, сельская библиотека.